# Paul Hill (rugby à XV)
Pas d'image ? Cliquez ici

a Compétitions nationales et continentales officielles uniquement.

b Matchs officiels uniquement.
Dernière mise à jour le 3 décembre 2024.
Paul Hill, né le 2 mars 1995 à Aschaffenburg (Allemagne), est un joueur international anglais de rugby à XV jouant au poste de pilier droit à Édimbourg Rugby en United Rugby Championship depuis 2024.

## Biographie

### Carrière en club
Paul Hill commence sa carrière au niveau professionnel en avril 2014 avec l'équipe de Yorkshire Carnegie en championnat d'Angleterre de 2e division. En avril 2015, il annonce son transfert chez les Northampton Saints pour la saison suivante.
Durant la saison 2023-2024, Northampton atteint la finale de Premiership et fait face à Bath. Lors de cette rencontre, Paul Hill est titulaire et les siens l'emportent 25 à 21. Ainsi, il remporte cette compétition pour la première fois de sa carrière et le club la remporte pour la deuxième fois de son histoire,.
À partir de la saison 2024-2025, il rejoint l'Écosse et s'engage avec Édimbourg Rugby afin de compenser le départ de WP Nel.

### Carrière internationale
Paul Hill joue dans les différentes équipes d'Angleterre de jeunes des moins de 16 ans au moins de 20 ans.
Le 13 janvier 2016, il est appelé pour la première fois avec l'équipe d'Angleterre senior par le nouveau sélectionneur Eddie Jones dans le cadre de la préparation du Tournoi des Six Nations 2016. Il fait ses débuts avec celle-ci le 14 février 2016 contre l'Italie en remplaçant Dan Cole.

## Statistiques en équipe nationale
- 5 sélections (5 fois remplaçant)
- Sélections par année : 5 en 2016

## Palmarès
- Northampton Saints
  - Vainqueur de la Coupe d'Angleterre en 2019
  - Vainqueur du Championnat d'Angleterre en 2024